# Гарж-ле-Гонесс
Гарж-ле-Гонесс (фр. Garges-lès-Gonesse) — муниципалитет во Франции, в регионе Иль-де-Франс, департамент Валь-д'Уаз. Население — 40 058 человек (1999). Муниципалитет расположен на расстоянии около 14 км севернее Парижа, 27 км восточнее Сержи.

## Демография
Динамика населения (INSEE):